# Woynshet Ansa
Woynshet Ansa (ur. 9 kwietnia 1996) – etiopska lekkoatletka, specjalistka od biegów długich.
W 2013 zdobyła brąz mistrzostw świata juniorów młodszych na dystansie 2000 metrów z przeszkodami. W tym samym roku sięgnęła po złoty medal mistrzostw Afryki juniorów. Brązowa medalistka afrykańskiego czempionatu z 2016.

## Osiągnięcia
| Rok  | Impreza                               | Miejsce | Konkurencja                   | Lokata     | Wynik   |
| ---- | ------------------------------------- | ------- | ----------------------------- | ---------- | ------- |
| 2013 | Mistrzostwa świata juniorów młodszych | Donieck | bieg na 2000 m z przeszkodami | 3. miejsce | 6:30,05 |
| 2013 | Mistrzostwa Afryki juniorów           | Bambous | bieg na 3000 m z przeszkodami | 1. miejsce | 9:59,46 |
| 2014 | Mistrzostwa świata juniorów           | Eugene  | bieg na 3000 m z przeszkodami | 5. miejsce | 9:59,31 |
| 2016 | Mistrzostwa Afryki                    | Durban  | bieg na 3000 m z przeszkodami | 3. miejsce | 9:39,89 |
| 2018 | Puchar interkontynentalny             | Ostrawa | bieg na 3000 m z przeszkodami | –          | DQ      |
| 2019 | Igrzyska afrykańskie                  | Rabat   | bieg na 3000 m z przeszkodami | 3. miejsce | 9:38,56 |

## Rekordy życiowe
- Bieg na 2000 metrów z przeszkodami – 6:30,05 (2013)
- Bieg na 3000 metrów z przeszkodami – 9:30,03 (2017)